# Edmund Heckler
Edmund Heckler (2 de Fevereiro de 1906 - 1960) foi um fabricante de armas Alemão e co-fundador da Heckler & Koch junto com Theodor Koch e Alex Seidel. Ele está enterrado em Oberndorf.